# Jo Myong-Rok
Jo Myong-Rok (Hamgyong Norte, 12 de julho de 1928 – Pyongyang, 6 de novembro de 2010) foi militar e político norte-coreano. Ocupou o posto de Chasu (vice-marechal) do Exército Popular da Coreia.
Em 1998, ele foi nomeado Primeiro Vice-Presidente da Comissão de Defesa Nacional da Coreia do Norte, Diretor do Bureau Político Geral do Exército do Povo Coreano. Antes, foi o comandante das forças de defesa aérea.

## Biografia
Nasceu em 12 de julho de 1928, no Condado de Yonsa, Província de Hamgyong do Norte.
Em dezembro de 1950, ingressou no Exército Popular da Coreia, de onde foi enviado para treinamento na Escola de Aviação da Manchúria e na Academia Aérea Soviética. Desse modo pode atuar como piloto durante a Guerra da Coréia.
Em 1954, foi promovido a major-general.
Entre 1975 e 1977, chefiou o Comando de Defesa Aérea de Pyongyang, onde, em 1976, foi promovido a tenente-general.
Entre 1977 e 1995, comandou a Força Aérea da Coreia do Norte.
Em 1980, foi eleito para a Comissão Militar e para o Comitê Central do Partido dos Trabalhadores da Coreia.
Em 1992, foi promovido a general.
Em 1994, fez parte do comitê que organizou o funeral de Kim Il-sung.
Em 1995, foi promovido a vice-marechal (chasu).
Em 1998, foi nomeado como: primeiro vice-presidente da Comissão de Defesa Nacional, desse modo, passou a ser o segundo homem mais poderoso da Coreia do Norte, depois de Kim Jong-il.
Em outubro de 2000, chefiou uma delegação da Coreia do Norte, em uma visita aos Estados Unidos, onde foi recebido pelo presidente americano Bill Clinton. 
Em 6 de novembro de 2010, morreu de ataque cardíaco aos 82 anos.